# Episodi di Keroro (prima stagione)
Questa è una lista degli episodi della prima stagione della serie anime Keroro, andata in onda in Giappone dal 3 aprile 2004 al 26 marzo 2005.

## Lista episodi
| Nº | Titolo italiano Giapponese 「Kanji」 - Rōmaji | In onda           | In onda           |
| Nº | Titolo italiano Giapponese 「Kanji」 - Rōmaji | Giapponese        | Italiano          |
| 1  | L'alieno. Signorsì! 「我が輩がケロロ軍曹 であります」 - Wagahai ga Keroro Gunsō, de arimasu 「ケロロ 大地に立つ であります」 - Keroro: Daichi ni Tatsu, de arimasu | 3 aprile 2004     | 11 settembre 2006 |
| 1  | Misteriose rane aliene provenienti dalla galassia Gama stanno per invadere il pianeta Terra (Pekopon), ma il plotone Grandi Manovre - Divisione Invasioni Spaziali si disperde prima di ideare un piano. Il Sergente Keroro finisce nella casa della famiglia Hinata composta da mamma Aki che scrive fumetti, dalla figlia tredicenne Natsumi e dal figlio dodicenne Fuyuki. I ragazzi scovano l'alieno, lo catturano e gli sequestrano la Kerosfera, un'arma di cui ancora non sanno moltoAll'inizio Keroro si dimostra ostile ma, quando scopre che i suoi superiori si sono ritirati sul solo pianeta (Keron) e lo hanno abbandonato sulla Terra, decide di accettare l'ospitalità di Aki, che lo accoglie in un sottoscala stregato e l'amicizia di Fuyuki. Natsumi, invece, non è contenta della novità, ma pensa che potrà sfruttare l'alieno per i lavori domestici. |                   |                   |
| 2  | Il secondo alieno. Signorsì! 「桃華&タママ 出撃! であります」 - Momoka Ando Tamama: Shutsugeki, de arimasu 「桃華&タママ 日向家上陸 であります」 - Momoka Ando Tamama: Hinata Ke Jōriku, de arimasu | 10 aprile 2004    | 12 settembre 2006 |
| 2  | Fuyuki e Natsumi avvisano Keroro del pericolo che correrebbe se uscisse fuori di casa a cercare il resto del plotone, ma il ranocchio non li ascolta. Intanto Momoka Nishizawa, una ragazzina innamorata di Fuyuki, ha un regalo per lui: si tratta del soldato semplice Tamama che ha trovato per caso. Così, il sergente e il soldato si ricongiungono.Momoka e Tamama si recano in casa Hinata dove la ragazza vuole riuscire a chiamare per nome Fuyuki, mentre l’alieno vuole incontrare il sergente per fare il punto della situazione. |                   |                   |
| 3  | Voglia di libertà. Signorsì! 「ケロロ 危険臨界点突破 であります」 - Keroro Kiken rinkaiten toppa de arimasuPersonaggio misterioso. Signorsì! 「ケロロ 極秘任務開始 であります」 - Keroro gokuhi ninmu kaishi de arimasu | 17 aprile 2004    | 13 settembre 2006 |
| 3  | Keroro, cosciente del fatto che uscire di casa sia pericoloso, cade in depressione. Tamama vuole esaudire il suo desiderio di uscire, e prova a travestirlo in diversi modi, ma senza risultato. Gli viene poi in mente, che capovolgendo il simbolo che hanno sulla loro testa, si attiva un'antibarriera che li rende invisibili.Natsumi, sospettosa del comportamento di Keroro, mette delle telecamere in casa per spiarlo. La ragazza riceve l’appoggio della madre, perché curiosa di conoscere come vive un alieno, mentre Fuyuki si trova in difficoltà perché non vorrebbe tradire un amico. Scopriranno alla fine che Keroro non nasconde nulla di sospetto; al contrario ha svolto tutte le faccende domestiche. Alla fine dell'episodio, Keroro e Tamama stanno per accendere il televisore, ma all'improvviso appare il caporale Giroro del plotone. |                   |                   |
| 4  | Caporale Giroro. Signorsì! 「ギロロ 宇宙で最も危険な男 であります」 - Giroro uchuu de motto mo kiken na otoko de arimasuNuovo Keroro. Signorsì! 「ケロロ 雨時々危険な男 であります」 - Keroro ame tokidoki kiken na otoko de arimasu | 24 aprile 2004    | 14 settembre 2006 |
| 4  | Giroro decide di prendere il comando della missione, ancora sconvolto dall'ubbidienza di Keroro verso i Pekoponiani. Il suo piano è quello di eliminare la famiglia Hinata e trasformare la casa nel Quartier Generale Keroniano. Per completare la prima parte del piano, piazza delle trappole esplosive in casa aspettando il ritorno dei componenti della famiglia, ma tutte le trappole si rivelano inefficaci. Natsumi riesce a mettere k.o. Giroro, che si accorge di essersi innamorato di lei e decide di stabilirsi in una tenda nel giardino degli Hinata.Giroro pensa che la pigrizia di Keroro sia dovuta a causa della poca umidità di Pekopon e decide di rimediare al problema mettendo degli umidificatori nella sua stanza. L’arrivo di un temporale contribuisce ad alzare troppo il livello di umidità e Keroro perde il controllo. Il sergente viene però prosciugato da un mostro alieno chiamato Nyororo, che adora l’umidità. |                   |                   |
| 5  | Finalmente il giorno di paga. Signorsì! / Negozio da salvare. Signorsì! 「おもちゃを愛する男達の歌 であります」 - Omocha wo aisuru otokotachi no uta de arimasu | 1º maggio 2004    | 15 settembre 2006 |
| 5  | Keroro riceve la prima paga per i lavori domestici svolti e decide di comprarsi un modellino di robot da montare. Si rende conto che però non può acquistare nulla, se è invisibile; nasconde quindi il robot, ripromettendosi di tornare con Fuyuki. Sta per uscire dal negozio, quando all’improvviso diventa visibile, viene scambiato per un peluche e messo su uno scaffale. Riesce fortunatamente a scappare e, il giorno dopo, torna con Fuyuki ma il modellino che tanto desiderava viene comprato da Saburo, un compagno di classe di Natsumi. I tre scoprono che il negozio presto dovrà chiudere e rimangono molto delusi. |                   |                   |
| 6  | Il grande piano strategico. Signorsì! 「桃華 ラブラブ南海大作戦 であります」 - Momoka Love-Love nankai daisakusen de arimasuIl fantasma. Signorsì! 「桃華 ひゅ～どろ南海大作戦 であります」 - Momoka hyu~doro nankai daisakusen de arimasu | 8 maggio 2004     | 18 settembre 2006 |
| 6  | Momoka, per stare da sola con Fuyuki, lo invita in vacanza ai tropici, ma Keroro, Tamama, Giroro, Aki e Natsumi decidono di accompagnarlo. Durante il viaggio, Momoka presenta il suo maggiordomo: Paul Moriyama. Arrivati sull'isola, la ragazza cerca in tutti i modi di attirare l’attenzione di Fuyuki, fingendo persino di annegare. Il ragazzo però non sa nuotare e intervengono Aki e Natsumi. Momoka decide di far intervenire Paul travestito da squalo per evitare che il suo piano venga rovinato, ma Giroro, sospettoso del comportamento dell'uomo, lo intralcia e Momoka finisce per annegare sul serio. Paul riesce a salvarla e per fargli riprendere conoscenza, Keroro usa una speciale piovra keroniana per rianimarla.Momoka vorrebbe dichiararsi a Fuyuki, ma viene ancora una volta interrotta da Keroro e Tamama. Durante la cena avvengono degli strani eventi: la colpa è del fantasma che abita in casa Hinata, che sta cercando di attirare l’attenzione delle persone spaventandole; Momoka propone di partecipare ad una “caccia al fantasma” e, non per una semplice coincidenza, la ragazza si ritrova in coppia con Fuyuki. Paul si traveste da zombie per spaventare Momoka e Fuyuki e far in modo che quest'ultimo le dichiari il suo amore, proteggendola. Alla fine, però, il grande piano di conquista di Momoka fallisce. |                   |                   |
| 7  | È arrivata Angol Mois. Signorsì! 「モア はじめての地球破壊 であります」 - Moa Hajimete no chikyuu hakai de arimasuTamama contro Angol Mois. Signorsì! 「タママVSモア 結果はタママの負け であります」 - Tamama vs Moa kekka wa Tamama no make de arimasu | 15 maggio 2004    | 19 settembre 2006 |
| 7  | Arriva sulla Terra, con 5 anni di ritardo, Angol Mois, un’aliena che secondo la profezia di Nostradamus ha il compito di distruggere il pianeta. Grazie alla sua potente arma Armageddon, Angol Mois inizia a distruggere il pianeta ma viene convinta da Keroro, suo vecchio amico d’infanzia, a smettere. Il sergente, infatti, è stato avvisato da Fuyuki che se Angol Mois avesse distrutto la Terra, non avrebbe più potuto comprare modellini di robot.Angol Mois, ormai di casa nella famiglia Hinata, rimane affascinata da Keroro. Tamama è geloso delle attenzioni che il sergente rivolge alla ragazza e, mascherato da robot, la persuade a seguire un corso durissimo d’addestramento per diventare la partner perfetta di Keroro. Quando si accorge di essere stata presa in giro, usa la sua Lancia dell'Energia per metterlo k.o. |                   |                   |
| 8  | Base Segreta. Signorsì! 「ケロロ 侵略作戦絶好調! であります」 - Keroro shinryaku sakusen zekkouchou! de arimasuAllarme intrusi. Signorsì! 「ケロロ 間違いだらけの基地作り であります」 - Keroro machigaidarake no kichi tsukuri de arimasu | 22 maggio 2004    | 20 settembre 2006 |
| 8  | Keroro, Tamama, Giroro e Angol-Mois decidono di costruire un Quartier Generale Keroniano sotto la casa degli Hinata. Intanto Fuyuki incontra, non per un puro caso, Momoka al parco e i due si consultano riguardo agli strani comportamenti dei loro amici ranocchi e decidono di tornare a casa insieme. Vengono risucchiati in uno strano mini-frigorifero nella stanza di Keroro e nello stesso momento, all’interno della base, scatta l’allarme che individua gli intrusi.Un allagamento nella base preoccupa il plotone del possibile arrivo dei Nyorori. Nel frattempo Momoka e Fuyuki scoprono di trovarsi nel Quartier Generale di Keroro e seguono le indicazioni per arrivare fino alla stanza centrale. Keroro e gli altri però non sono ancora al corrente del fatto che gli intrusi siano i loro amici e per difendersi decidono di verificare di persona uno per uno. Keroro rimane da solo e inizia perdere le speranze. Alla fine il sergente sorprende tutti con una stupida messinscena; ma i guai devono ancora cominciare: infatti Natsumi ha appena scoperto la base segreta ed è furiosa. |                   |                   |
| 9  | Sergente Maggiore Kururu. Signorsì! 「夏美 恋の行く手に来るクルル であります」 - Natsumi koi no ikute ni kuru Kururu de arimasuRitorno al passato. Signorsì! 「日向秋 ダイナマイトな女 であります」 - Hinata Aki dynamite na onna de arimasu | 29 maggio 2004    | 21 settembre 2006 |
| 9  | Keroro, Tamama e Giroro si mettono sulle tracce del loro compagno più intelligente,costruttore di armi e invenzioni, in poche parole “La mente del plotone” e cioè il sergente maggiore Kururu. Intanto Saburo invita Natsumi ad uscire ma la ragazza è presa dall’emozione. Poi contro la volonta di Fuyuki, convinto che Saburo sia un Men in Black (Un cacciatore di alieni), Natsumi lo invita a casa sua. Il ragazzo si presenta alla porta nel momento in cui Keroro e i suoi compagni sono appena tornati dalla perlustrazione. Tutti si rifugiano nel Quartier Generale ma Saburo, usando degli strani trucchi, riesce a scovarli. Alla fine si scopre che Saburo non era a caccia di alieni ma voleva solo far ricongiugere Kururu al suo plotone.Aki Hinata esprime per caso il desiderio di voler tornare giovane come i bei vecchi tempi. Kururu spiega alla donna che, grazie ad una sua invenzione, potrebbe riusciri; Aki accetta senza esitazione e, con l'aspetto di una giovane fanciulla, si reca alla scuola di Fuyuki e Natsumi. Kururu avverte Keroro di andare a cercarla poiché dopo 3 ore, se non sarà trasformata in adulta, rimarrà giovane per sempre. Intanto, la sua incredibile somiglianza con Fuyuki causerà al ragazzo dei grandi equivoci. Keroro scopre poi che Aki è già tornata a casa. Il sergente deve affrettarsi!      |                   |                   |
| 10 | Guerra alla carie. Signorsì! / Parola d'ordine: lavarsi i denti. Signorsì! 「決戦!第三大臼歯 であります」 - Kessen! Daisan daikyushi | 5 giugno 2004     | 22 settembre 2006 |
| 10 | Keroro ha una carie che lo affligge. Quando gli altri membri del plotone lo scoprono, scatta l’allarme “Guerra alla carie” e Keroro è terrorizzato. Giroro e Tamama si fanno miniaturizzare da Kururu ed entrano nella bocca del sergente per combattere e sconfiggere i microbi alieni, ma sono costretti a battere in ritirata per minoranza. Nel secondo tentativo sono accompagnati da Fuyuki, Natsumi e da Keroro B, un robot che possiede la facoltà del vero Keroro. I microbi e la regina sembrano non arrendersi, al contrario di Fuyuki e gli altri che devono fuggire. Keroro B si fa esplodere nella bocca del vero Keroro, e in questo modo i nemici vengono sconfitti. Per fortuna, Keroro recupera in fretta una nuova e sana dentatura. |                   |                   |
| 11 | Arriva la TV. Signorsì! / Impostori. Signorsì! 「ケロロ小隊 テレビに出演せよ! であります」 - Keroro shoutai terebi ni shutuenseyo! de arimasu | 12 giugno 2004    | 25 settembre 2006 |
| 11 | I lacrimevoli viaggiatori spaziali, due dei protagonisti di una serie tv, sbarcano sul pianeta Pekopon per alcune riprese televisive. Keroro, Fuyuki e Angol-Mois decidono di ospitarli in casa, ma questi si dimostrano terribilmente maleducati e sembrano apprezzare esclusivamente la compagnia femminile del pianeta. Aki e Natsumi decidono di mettere fine a questa situazione e preparano loro una trappola. Alla fine, i due impostori vengono arrestati da Poyon, una poliziotta spaziale. |                   |                   |
| 12 | Una stella della galassia. Signorsì! 「すもも アイドルは宇宙を越えて であります」 - Sumomo idol wa uchuu wo koete de arimasuUn soldato dal cuore buono. Signorsì! 「ギロロ 戦場の小さな天使 であります」 - Giroro senjou no chiisana tenshi de arimasu | 19 giugno 2004    | 26 settembre 2006 |
| 12 | A casa Hinata si presenta Sumomo, una famosa cantante del pianeta Ahotoron, in riposo sulla Terra per assaporare un po' di libertà. Fuyuki e Natsumi la portano in giro per la città travestita da terrestre, ma Sumomo si rende conto che le manca la fama e decide di tornare sul suo pianeta. Giroro ha smarrito la cintura che conteneva una foto della sua amata Natsumi. I suoi compagni si accorgono inoltre che il caporale ha perso tutta la sua forza. Grazie al gatto che Giroro aveva ospitato nella sua tenda, riuscirà a ritrovare la cintura e a smascherare il ladro: il Sergente Maggiore Kururu. |                   |                   |
| 13 | L'ultimo alieno del plotone. Signorsì! 「ドロロ 忘れられた戦士 であります」 - Dororo wasurerareta senshi de arimasuDororo e Koyuki, l'amicizia è una cosa meravigliosa. Signorsì! 「ドロロ&小雪 友情は美しき哉 であります」 - Dororo & Koyuki yuujyou wa utsukushiki kana de arimasu | 26 giugno 2004    | 27 settembre 2006 |
| 13 | La nuova compagna di classe di Natsumi, Koyuki Azumaya sembra essere sulle tracce degli alieni. In realtà il suo obiettivo è quello di far ricongiungere Dororo, quinto elemento del plotone, che però non ha intenzione di tornarne a far parte perché si considera un soldato senza onore e senza passato. Infatti viene spesso dimenticato e sfruttato dai suoi compagni. Così il soldato scelto ha deciso di lottare per la libertà della Terra aiutato da Koyuki, una ragazza-ninja. Dororo viene catturato da Viper, acerrimo nemico dei keroniani, e il resto del plotone viene avvertito con una minaccia. Alla fine il soldato viene salvato grazie alla Palla dell’Energia di Keroro e la sua squadra, ma decide comunque di non tornare nel plotone. |                   |                   |
| 14 | Le strategie vincenti di conquista. Signorsì! / Riempi la città. Signorsì! 「五人集結! たぶん史上最大の作戦 であります」 - Gonin shuuketsu! Tabun shijyou saidai no sakusen de arimasu | 3 luglio 2004     | 28 settembre 2006 |
| 14 | Keroro vuole riconquistare la fiducia di Dororo, e tenta diverse strategie. La più convincente è quella di rivestire la città di fiori e così tutti si mettono all’opera per riempire la città di speciali semi inventati da Kururu. Al mattino la città è ricoperta di un profumato tappeto floreale, ma l’amministrazione cittadina decide di estirparli. |                   |                   |
| 15 | L'altra Momoka. Signorsì! 「桃華 裏桃華降臨 であります」 - Momoka ura Momoka kourin de arimasuMomoka e il suo alter ego. Signorsì! 「裏桃華 裏切りの裏側 であります」 - Ura Momoka uragiri no uragawa de arimasu | 10 luglio 2004    | 29 settembre 2006 |
| 15 | Momoka ha deciso di provare una macchina che Tamama usa per testare la gravità terrestre, ma un fulmine provoca un corto circuito che separa le due personalità della ragazza in due Momoka: la dolce e l’aggressiva. La Momoka aggressiva decide di conquistare la Terra, e riceve l'appoggio di Tamama, Kururu e Giroro che quindi tradiscono il loro sergente. Ma proprio all'ultimo decidono ci ripensano. Le due Momoka si sentono incomplete; a ciascuna mancano le caratteristiche dell’altra. Il sergente Keroro e il caporale Giroro trovano una soluzione per riunirle in un’unica Momoka: il nuoto sincronizzato. |                   |                   |
| 16 | Il mistero di Angol Mois. Signorsì! 「モア 裏モア降臨!? であります」 - Moa ura Moa kourin!? de arimasuInterpretazione da oscar. Signorsì! 「モア モア モア 大パニック であります」 - Moa Moa Moa dai panic de arimasu | 17 luglio 2004    | 2 ottobre 2006    |
| 16 | Tamama, Saburo e Dororo raccontano a Keroro di aver visto Angol-Mois aggredire e derubare alcuni ragazzi. Il sergente si rifiuta di credere a questa storia. La verità viene presto a galla: appena arrivata sulla Terra, Angol-Mois assunse le sembianze di una ragazza di nome Asami, che era finita per sbaglio in una rissa. Grazie a Natsumi, Fuyuki e Saburo che si occuperanno della sceneggiatura, Angol-Mois aiuterà Asami a prendere una buona strada. |                   |                   |
| 17 | Una tranquilla giornata in piscina. Signorsì! 「ケロロVS夏美 水中大決戦! であります」 - Keroro vs Natsumi suichuu daisakusen! de arimasuBenvenuti nel mondo dell'orrore. Signorsì! 「冬樹 ようこそホラーワールドへ であります」 - Fuyuki youkoso Horror World e de arimasu | 24 luglio 2004    | 3 ottobre 2006    |
| 17 | Natsumi trascorre una giornata in piscina insieme alle sue compagne di classe, ma si accorge che Keroro, Tamama e Giroro sono nei dintorni. I tre alieni sono venuti in piscina per fare delle "ricerche" ma, ovviamente prima di poter entrare in acqua, devono superare delle "prove": bagnarsi i piedi e immergere il corpo nell’acqua fredda per abituarlo alla temperatura della piscina. Il caporale si arrende a causa dell'acqua gelida. Nel frattempo Natsumi deve superare una vera prova: battere il record della scuola di stile libero. Keroro gli propone una gara e, come prevedibile, il ranocchio riesce a vincere. Questo però aiuta Natsumi a battere il record della scuola. I Keroniani e i Pekoponiani si sfidano in una gara dei racconti dell’orrore. Keroro, Tamama, Dororo e Angol-Mois della squadra aliena e Natsumi, Momoka, Fuyuki e Koyuki della squadra terrestre. Giroro sarà il misuratore di paura. Le storie non hanno un grande effetto su Giroro, fino al turno di Fuyuki, l’esperto di occultismo. Il ragazzo riesce a creare un’atmosfera terrificante e a spaventare tutti, persino il fantasma di casa Hinata. |                   |                   |
| 18 | Che bellezza essere donna. Signorsì! / Voglio vincere il primo premio. Signorsì! 「夏美 爆笑!オトナの海岸物語 であります」 - Natsumi bakushou! Otona no kaigan monogotari de arimasu | 31 luglio 2004    | 4 ottobre 2006    |
| 18 | Keroro vuole andare al mare, ma Aki non accetta che i suoi figli vadano in vacanza da soli in compagnia di alieni. Kururu adopera allora la Super Pistola per l’Accelerazione su Natsumi, che cresce improvvisamente. Ma la pistola ha un effetto collaterale, e Natsumi comincia a parlare in rima. Keroro rivela il vero motivo per cui ha deciso di venire al mare: far partecipare Natsumi ad un concorso, il cui primo premio è un rarissimo modellino di robot. Natsumi e Koyuki partecipano al concorso con l’intenzione di regalare il Robot a Saburo, ma le loro battute non fanno ridere nessuno, soprattutto per colpa di Keroro. Il primo posto andrà proprio al sergente e ad Angol-Mois, ma viene alla luce la dura realtà: il primo premio è un frigorifero! Il modellino viene vinto dalla coppia come seconda classificata, e cioè la coppia di Natsumi e Koyuki. |                   |                   |
| 19 | Festa movimentata. Signorsì! 「ケロロVS夏美 おまつり頂上決戦! であります」 - Keroro vs Natsumi Omatsuri choujyou kessen! de arimasuKeroro alla radio. Signorsì! 「ケロロ あなたのお耳に侵略ラジオ であります」 - Keroro anata no omimi ni shinryaku radio de arimasu | 7 agosto 2004     | 5 ottobre 2006    |
| 19 | Natsumi, Fuyuki, Angol-Mois e Koyuki vanno ad una festa all’aperto ma scoprono che ci sono anche Keroro e il suo plotone. Natsumi non vuole che i ranocchi rovinino la festa e lancia una sfida al Sergente: la pesca delle tartarughe. La prova per Natsumi sembra impossibile ma, nonostante i trucchi di Keroro, la ragazza riesce a vincere.Natsumi acquista un robot da montare, dando retta ai consigli del DJ Mutsumi della radio. Keroro intuisce la potenza del mezzo nel convincere le persone e, insieme al suo plotone e ad Angol-Mois, crea un programma radio pirata che servirà per vendere i loro gadget. Tuttavia l’ennesima missione di Keroro fallisce miseramente. |                   |                   |
| 20 | Incontro sulla spiaggia. Signorsì! 「冬樹 ミーツ・ア・ガァ～ル であります」 - Fuyuki Meets a Girl de arimasuAvventura in fondo al mare. Signorsì! 「冬樹 ノントルマの使者 であります」 - Fuyuki nontoruma no shisha de arimasu | 14 agosto 2004    | 6 ottobre 2006    |
| 20 | La prossima missione di Keroro e il suo plotone si chiama “Alla conquista dei Mari”: Keroro intende partire con un sottomarino e la famiglia Hinata si uniscono a loro. Mentre si trova in spiaggia, Fuyuki aiuta una misteriosa ragazza che sembra straniera e ferita ad una mano, a raccogliere i rifiuti sulla spiaggia. Il ragazzo viene poi portato Keroro e gli altri negli abissi marini, per poter piantare le bandiere di Keron.Arrivati sulle pianure abissali, Fuyuki esce in perlustrazione. A causa di un siluro azionato per sbaglio dal Sergente, il sottomarino viene attaccato da creature misteriose chiamate Nontorma e quindi il plotone è costretto a risalire, dimenticandosi di Fuyuki. Il ragazzo rischia di annegare e di essere mangiato da uno squalo grigio, ma viene salvato in tempo dalla ragazza della spiaggia che appartiene alla razza dei Nontorma, specie di esseri umani evoluti che hanno abbandonato la terra ferma in favore degli abissi. La giornata al mare è finita ma, prima di andar via, Fuyuki vuole finire di ripulire la spiaggia dai rifiuti. |                   |                   |
| 21 | Il Black Out. Signorsì! 「ケロロ 侵略も省エネでね であります」 - Keroro Shinryaku mo shōene dene de arimasuGita in campagna. Signorsì! 「ケロロ 田舎にむけて突撃せよ! であります」 - Keroro inaka ni mukete totsugeki seyo! de arimasu | 14 agosto 2004    | 9 ottobre 2006    |
| 21 | La torrida estate, normalmente rinfrescata dai condizionatori, diventa insopportabile dopo un black out. A causa di questo, Keroro, Tamama e Kururu perdono i file del loro ultimo lavoro, poiché non sono stati salvati. Aki, nonostante il black out, continua ad aiutare un giovane e promettente fumettista ad analizzare il suo lavoro. Intanto Natsumi e Fuyuki soffrono il caldo e a risolvere il problema sono Koyuki e Dororo, che riescono a creare un’atmosfera fresca e piacevole.La famiglia Hinata decide di andare a trovare la nonna in campagna, ma Natsumi scopre che a bordo della macchina si sono intrufolati anche Keroro, Tamama e Giroro e ordina loro di restare nascosti tutto il giorno dietro il capanno per non farsi scoprire. I tre però non ubbidiscono: Giroro si allena nella foresta, Tamama combatte contro uno Scarabeo Rinoceronte molto potente mentre Keroro gioca a baseball con Fuyuki. Giroro e Tamama sono esausti e Keroro si perde nel bosco. Tutti e tre vengono salvati da una misteriosa figura con alcuni campanellini in mano. È il momento di salutare la nonna e Keroro, Tamama e Giroro scoprono che ad averli aiutati nel momento del bisogno era stata proprio la nonna! Prima di tornare a casa i tre alieni salutano la donna in segno di riconoscenza.                                                |                   |                   |
| 22 | Un nuovo comandante. Signorsì! / Il prezzo del potere. Signorsì! 「タママ 今日からボクが隊長ですぅ であります」 - Tamama Kyō kara boku ga taichō desu de arimasu | 28 agosto 2004    | 10 ottobre 2006   |
| 22 | Ordini dal Quartier Generale di Keron, avvisano che nel plotone di Keroro ci sarà un nuovo comandante: Tamama. L'ex Soldato Semplice, però, si fa prendere dall'ebbrezza del potere, facendo imprigionare i rivoltosi e distruggendo i modellini di robot di Keroro. I suoi piani di conquista sono: sostituire l'acqua del mare con chinotto e i ghiacciai con gelato. Nessuno, compresi Fuyuki e Natsumi, è contento del piano e tutti vengono intrappolati nelle celle di isolamento insieme a Keroro. Rimasto solo, Tamama si rende conto della gravità di ciò che ha fatto e rinuncia alla promozione. Grazie a Fuyuki, si scopre che l'ordine era solo un modo per richiamare Keroro ai suoi doveri di fare i compiti. |                   |                   |
| 23 | Sergenti a volontà. Signorsì! / Il dittatore. Signorsì! 「パニック! 日向家の最も騒がしい一日 であります」 - Panic! Hinata ke no mottomo sawagashii ichinichi de arimasu | 4 settembre 2004  | 11 ottobre 2006   |
| 23 | Un sogno rivelatore spinge Keroro a recuperare la Kerosfera, sequestratagli da Fuyuki. Premendo un tasto, però, si moltiplica e il risultato è che in casa Hinata ci sono migliaia di Keroro! Un vero esercito per conquistare la Terra, se non fossero tutti pigri e svogliati come l'originale. Kururu li mette in guardia di un problema che sta per sorgere: le copie continuano all'infinito a riprodursi, ma ben presto tutte spariranno... compreso il vero Keroro! Solo grazie a Fuyuki, l'alieno riuscirà a salvarsi. |                   |                   |
| 24 | Il detective dello spazio. Signorsì! 「ケロロ 正義と貧乏の宇宙探偵 であります」 - Keroro Seigi to binbō no uchū tantei de arimasuLa carriera televisiva. Signorsì! 「556 特撮就職最前線! であります」 - 556 tokusatsu shyushoku saizensen! de arimasu | 11 settembre 2004 | 12 ottobre 2006   |
| 24 | Natsumi, di ritorno dal supermercato, viene presa di mira da due strane persone: un uomo e una ragazza. I due la seguono fino a casa Hinata e svelano la loro identità: sono il detective spaziale Gororo e sua sorella Lovey. Keroro riconosce il suo vecchio amico Gogoro e decide di sfidarlo.Lovey trova lavoro in un supermercato e Gororo viene ingaggiato per lavorare in televisione ma poi, invidioso del suo successo, Keroro cerca di fargli perdere il posto. Per vendicare il fratello, Lovey fa una piazzata sul set ed è scritturata per un film d’azione! |                   |                   |
| 25 | Un padre autoritario. Signorsì! / Pace fatta. Signorsì! 「桃華 愛と青春と波乱の逃亡 であります」 - Momoka ai to seishun to haran no tōbō de arimasu | 18 settembre 2004 | 13 ottobre 2006   |
| 25 | Il ricchissimo padre di Momoka vuole che la figlia lo raggiunga in Scozia, ma la ragazza non ha intenzione di partire. Il signor Nishizawa decide quindi di andarla a prendere con la forza, facendosi aiutare dal suo esercito personale. Momoka spiega la situazione agli Hinata e al plotone di Keroro e tutti cercano di impedire che Momoka venga portata via. Anche Paul si mette contro il suo superiore per difendere la ragazza. Durante la battaglia, un modellino di Keroro finisce per rompersi. L'alieno è talmente infuriato che vuole distruggere definitivamente la Terra. Ancora una volta, Fuyuki riesce ad usare l'astuzia per impedirlo. Il padre di Momoka capisce che la figlia è circondata da persone che le vogliono bene e abbandona i suoi piani. Alla fine si scopre che l’uomo voleva solo invitarla a prendere una tazza di tè nella sua immensa villa. |                   |                   |
| 26 | La giornata dello sport. Signorsì! / Tentativi di sabotaggio. Signorsì! 「ケロロ 一致団結!運動会を侵略せよ であります」 - Keroro icchidanketsu! undōkai wo shinryaku seyo de arimasu | 25 settembre 2004 | 16 ottobre 2006   |
| 26 | È la giornata dello sport. Fuyuki cade in depressione perché odia le attività sportive al contrario di Natsumi che è entusiasta, soprattutto quando viene a sapere che anche la mamma verrà con loro. Questa notizia mette ancora più sotto pressione Fuyuki, convinto che farà una figuraccia davanti a sua madre. Il giorno dopo, Natsumi si iscrive alla gara della corsa a tre gambe in cui ha intenzione di partecipare con la mamma, ma Aki è costretta a ritardare a causa del lavoro. Keroro crede che aiutando Natsumi a partecipare alla gara con sua madre, la ragazza sarà lui debitrice per sempre e così cerca di far rallentare tutte le gare prima della corsa a tre gambe. Nel frattempo Tamama e Dororo cercano di dare una mano ad Aki sul lavoro. Il piano di Keroro fallisce: infatti invece di rallentare le gare e ritardare la corsa, la gara viene anticipata. Natsumi perde le speranze ed è sul punto di rinunciare alla gara, quando Giroro (che ha assunto “sembianze” umane) decide di partecipare con lei. Inizia la tanto attesa corsa e Natsumi nota che sua madre è riuscita ad arrivare in tempo almeno per vederla vincere. |                   |                   |
| 27 | Keroro ha visite. Signorsì! 「ケロロ 父キタル 父カエル であります」 - Keroro chichi kitaru chichi kaeru de arimasuLe terme in casa. Signorsì! 「ケロロ 温泉GO!GO!GO! であります」 - Keroro onsen GO!GO!GO! de arimasu | 2 ottobre 2004    | 17 ottobre 2006   |
| 27 | Il padre di Keroro decide di arrivare sulla Terra per controllare i progressi del figlio nei piani d’invasione del pianeta. Conoscendo suo padre che viene considerato nelle galassie come “Il re del terrore”, Keroro si fa prendere dal panico. Natsumi e Fuyuki sono costretti a collaborare per una messinscena, fingendo di essere due prigionieri di guerra. La casa degli Hinata viene trasformata nel Quartier Generale Keroniano ma il sergente Keroro, prende un po' troppo sul serio la situazione. Alla fine, il padre di Keroro decide di rinunciare alla sua visita poiché infastidito dal clima di Pekopon.Keroro, Giroro, Tamama e Dororo decidono di cercare una sorgente termale sotto casa degli Hinata guidati da Kururu e Angol Mois. Durante il viaggio, si imbatteranno perfino in un'antica civiltà aliena ostile! |                   |                   |
| 28 | Battaglia a palle di neve. Signorsì! 「ケロロ 雪合戦サバイバル であります」 - Keroro yukigassen survival de arimasuGli scherzi di Kururu. Signorsì! 「クルル クックックッのクッ であります」 - Kururu kukukunoku de arimasu | 9 ottobre 2004    | 18 ottobre 2006   |
| 28 | Il piano di conquistare la Terra sfruttando la neve, fallisce. Infatti Keroro si accorge che le temperature sono troppo basse. Così, Natsumi e Fuyuki propongono una battaglia a palle di neve con delle regole precise e partecipano anche Koyuki, Paul e Momoka.Kururu mette in atto una serie di scherzi pesanti nei confronti di Keroro, Tamama, Giroro, Dororo, Fuyuki, Natsumi e Momoka. Questi ultimi decidono di recarsi all’esterno del suo laboratorio e di tentare di spiegargli di aver esagerato, ma Kururu non ascolta nessuno. Solo Angol Mois riuscirà a metterlo in difficoltà... |                   |                   |
| 29 | Gioie e dolori della recitazione. Signorsì! 「夏美&小雪 舞台にかける青春 であります」 - Natsumi & Koyuki butainikakeru seishun de arimasuLo scoop giornalistico. Signorsì! 「ケロロ スクープはNG! であります」 - Keroro sukūpu ha NG! de arimasu | 16 ottobre 2004   | 19 ottobre 2006   |
| 29 | Natsumi viene convinta da Koyuki a partecipare ad una recita scolastica. Per prepararsi, viene aiutata da Keroro e i suoi "metodi di insegnamento" e alle tecniche di concentrazione di Sumomo. È il giorno della recita, ma Natsumi vede Saburo tra il pubblico e va in tilt. Grazie alle improvvisazioni di Keroro sul palco, lo spettacolo sarà un successo.I tre redattori del giornale della scuola vogliono fare uno scoop sulle strane rane di casa Hinata. Riescono ad infiltrarvisi di nascosto, ma vengono presto catturati dai keroniani. Fuyuki però li convince a liberarli. Il giorno seguente, i tre raccontano l'accaduto a scuola ma nessuno vuole credergli. |                   |                   |
| 30 | Tamama, un modello esemplare. Signorsì! 「タママ ケロン星から来た少年 であります」 - Tamama Keron-hoshi kara kita shōnen de arimasuIl corpo perfetto. Signorsì! 「桃華 めざせナイスバディ であります」 - Momoka mezase naisu badi de arimasu | 23 ottobre 2004   | 20 ottobre 2006   |
| 30 | Un cadetto dell'accademia militare di Keron, Taruru, grande ammiratore di Tamama, viene in visita sulla Terra. Taruru metterà nei guai il soldato semplice poiché, in precedenza, quest'ultimo gli raccontò un sacco di frottole sui terrestri e sul resto del plotone per vantarsi. Alla partenza di Taruru, Keroro e gli altri danno una bella lezione a Tamama.Momoka vuole diventare più bella e formosa per attirare l'attenzione di Fuyuki. Keroro lo viene a sapere e, per guadagnare molti soldi, decide di recarsi alla sontuosa e maestosa villa della ragazza, per aiutarla nel suo intento, vendendole alcuni speciali oggetti alieni. Dopo numerosi tentativi, Momoka si accorge di una speciale barretta al DNA di Aki Hinata e decide di provarla. Il giorno dopo, Fuyuki la incontra e, essendo diventata uguale ad Aki, la scambia per la madre così l'intento di Momoka fallisce per l'ennesima volta. . |                   |                   |
| 31 | Sperduto tra le montagne. Signorsì! / Ritorno a casa. Signorsì! 「ケロロ 帰りたい帰れない…であります」 - Keroro kaeritai kaerenai...de arimasu | 30 ottobre 2004   | 23 ottobre 2006   |
| 31 | Keroro acquista una moto volante su Internet ma, dato il prezzo troppo basso, Giroro sospetta che si tratti di un'imitazione. Natsumi gli impedisce di provarla, poiché deve ancora sbrigare delle faccende domestiche, ma Keroro scappa via a tutta velocità. Più tardi a casa Hinata arriva una telefonata: la moto si è fermata e Keroro si è perso tra le montagne. Per ritrovare la via di casa, cambia una serie di mezzi di trasporto fino a ritrovarsi su una nave. Grazie ad un'invenzione Kururu, Natsumi si mette sulle tracce dell'alieno e riesce a riportarlo a casa. |                   |                   |
| 32 | Un Plotone di animali. Signorsì! 「ケロロ 動物隊員大集合 であります」 - Keroro dōbutsu taiin ooshū gō de arimasuUna gatta gelosa. Signorsì! 「ギロロ ネコは言いたい であります」 - Giroro neko ha iitai de arimasu | 6 novembre 2004   | 24 ottobre 2006   |
| 32 | Keroro ha intenzione di trasformare alcuni fra gli animali terrestri più forti, in militari per il suo esercito. Assieme al resto del plotone, si reca allo zoo. Sfortunatamente nessuno ha voglia di seguirlo nella missione.La gatta di Giroro è gelosa di Natsumi; infatti Giroro le ha creato un ciondolo portafortuna, ma non ha il coraggio di regalarglielo. La gatta decide di usare il congegno usato da Keroro per trasformare gli animali in persone e, divenuta una gatta-ragazza, va da Natsumi per dirle che non la sopporta. Dopo di che ritorna ad essere gatta, ma molto più soddisfatta. |                   |                   |
| 33 | Un cartone per conquistare la Terra. Signorsì! / Incursione nel mondo dei sogni. Signorsì! 「ケロロ小隊 アニメでペコポン侵略 であります」 - Keroro shūtai anime de pekopon shinryaku de arimasu | 13 novembre 2004  | 25 ottobre 2006   |
| 33 | A Keroro viene in mente l'idea di conquistare il pianeta con un cartone animato. Insieme studiano le tecniche per realizzarlo, ma ne preparano uno piuttosto mediocre. Il plotone è comunque soddisfatto del risultato. |                   |                   |
| 34 | Portami alle terme con te. Signorsì! 「桃華VS小雪 温泉争奪バトル であります」 - Momoka VS Koyuki onsen sōdatsu batoru de arimasuUna passeggiata interessante. Signorsì! 「ケロロ&冬樹 まったり行こっ であります」 - Keroro & Fuyuki mattari iko de arimasu | 20 novembre 2004  | 26 ottobre 2006   |
| 34 | Momoka organizza un finto concorso il cui primo premio è una vacanza per quattro persone alle terme e fa in modo che Fuyuki lo vinca, aspettandosi di essere invitata. Natsumi, però, si intromette e invita Koyuki. Momoka e Koyuki iniziano a litigare e si sfidano a un duello senza esclusione di colpi per vincere l'ambito premio. Alla fine, Aki prenota una nuova vacanza per far in modo che possano partecipare tutti quanti.Fuyuki sta facendo una passeggiata e, per puro caso, incontra Keroro. Sulla strada, i due amici si accorgono di piccole cose che non avevano mai notato e si ricordano episodi legati al passato. |                   |                   |
| 35 | La festa di compleanno a sorpresa. Signorsì! / La festa a sorpresa ha successo. Signorsì! 「極秘!夏美のお誕生日大作戦 であります」 - Gokuhi! Natsumi no otanjōbi daisaku ikusa de arimasu | 27 novembre 2004  | 27 ottobre 2006   |
| 35 | Il compleanno di Natsumi è alle porte! Fuyuki vorrebbe regalarle un party in grande stile ma, l'anno prima, la sorella gli aveva detto che era troppo grande per quel genere di sorprese. Keroro, però, riesce a convincere Fuyuki e gli altri a preparargli una festa memorabile. Nonostante il ritardo di Natsumi, la festa è un successone. |                   |                   |
| 36 | Resistere nella neve. Signorsì! 「ケロロ 死闘!軍曹VS冬将軍 であります」 - Keroro shitō! Gunsō VS Fuyushōgun de arimasu 「冬樹 そ～なんですよ西澤さん であります」 - Fuyukiso? Nan desu yo Nishizawa-san de arimasu | 4 dicembre 2004   | 30 ottobre 2006   |
| 36 | Keroro vuole comprarsi nuovi robot da montare, ma Fuyuki non ha intenzione accompagnarlo al negozio; fuori fa troppo freddo. Per spaventare il ranocchio, Natsumi gli racconta la leggenda di un fantomatico guerriero della neve. Keroro prende sul serio questa leggenda e decide di allenarsi per resistere al freddo, utilizzando una nuova invenzione di Kururu. Scoprirà bene presto, che il guerriero della neve è solo il nome di un vento molto forte e decide di vendicarsi di Natsumi e Fuyuki, sottoponendoli allo stesso trattamento della prova di resistenza al freddo.Per passare un po' di tempo assieme a Fuyuki, Momoka organizza un viaggio nella stazione sciistica di famiglia e, grazie a Paul, inscena una lieve bufera di neve costringerà Fuyuki ha ripararsi con lei in un rifugio poco distante. I due non sanno che Kururu, sotto richiesta di Keroro per aiutarlo nel suo addestramento, scatena una vera tormenta. Il piano romantico di Momoka sembra funzionare ugualmente, ma l’irruzione improvvisa di Keroro lo manda all'aria. |                   |                   |
| 37 | La scuola per guerrieri Ninja. Signorsì! 「ドロロ きたれ忍者教室へ であります」 - Dororo kitare ninja kyōshitsu he de arimasuIl paradiso giurassico. Signorsì! 「ケロロ の恐竜 であります」 - Keroro no Kyōryū de arimasu | 11 dicembre 2004  | 31 ottobre 2006   |
| 37 | Keroro convince Dororo a istituire una scuola di addestramento per guerrieri Ninja. Il corso costa troppo e nessuno si iscrive ma, per non demoralizzare Dororo, Keroro e i suoi commilitoni ne diventano allievi. Credendo che il sergente voglia far concorrenza alla scuola di detective di Gogoro, quest’ultimo sfida l’intero plotone.Keroro apre un parco giurassico e, grazie al DNA di un dinosauro fossilizzato, riporta in vita un tirannosauro. Il bestione sfugge però al suo controllo e semina il panico nel parco e anche Natsumi e Fuyuki, che sono finiti li per caso, devono scappare a gambe levate. Per alcuni vari colpi di fortuna, la porta del parco diventa un tunnel spazio-temporale che riporta il tirannosauro nella sua era. |                   |                   |
| 38 | Uno scherzo poco simpatico. Signorsì! 「ギロロ 愛の機動歩兵 であります」 - Giroro ai no kidō hōhei de arimasuLa dichiarazione. Signorsì! 「ギロロVS夏美 めぐりあい・・・も であります」 - Giroro VS Natsumi meguriai... mo de ariumasu | 18 dicembre 2004  | 2 novembre 2006   |
| 38 | Sumomo, con l'aiuto del plotone, organizza una Candid Camera Aliena a Giroro: si traveste da Natsumi Hinata per metterlo in imbarazzo. Giroro si arrabbia e anche la vera Natsumi si infuria quando scopre che qualcuno va in giro con il suo corpo. Sumomo perde il controllo e inizia ad attaccare Giroro. Kururu decide di trasformare Natsumi in Super-Natsumi (grazie ad un dispositivo a forma di collare) e il suo intervento mette fine alla Candid Camera.Natsumi è costretta a portare ancora il dispositivo a forma di collare poiché Kururu non ricorda il codice di sblocco. Ma non è il solo problema: ogni volta che Natsumi si arrabbia o qualcuno pronuncia parole sinonimi di "combattere", si trasforma in Super-Natsumi. Questo causerà molto guai per Natsumi quando è a scuola. Intanto Keroro pensa di poterla sfruttare nei suoi piani di conquista di Pekopon ma, alcune interferenze sul dispositivo, causano l’ostilità di Natsumi nei confronti del Plotone di Keroro. Giroro entra in azione per fermare Super-Natsumi ma per sconfiggerla dovrà pronunciare un particolare codice di sblocco. |                   |                   |
| 39 | Keroro! Operazione Natale. Signorsì! 「ケロロ クリスマス大作戦であります」 - Keroro kurisumasu daisaku ikusa de arimasuKeroro! Tutti arruolati per le pulizie. Signorsì! 「ケロロ 仕事納めの大掃除 であります」 - Keroro shigoto osame no osame de arimasu | 25 dicembre 2004  | 3 novembre 2006   |
| 39 | Keroro intende sfruttare il periodo festivo natalizio per conquistare il pianeta, ma il resto del plotone non ha voglia di rovinare l'atmosfera del Natale. Più tardi, anche Keroro si accorgerà della magia di questa festa.La fine dell'anno è vicina e la famiglia Hinata si mette al lavoro per le grandi pulizie, sotto il controllo di Keroro. Alla fine di un'estenuante giornata, tutti si siedono a tavola per il cenone di San Silvestro. |                   |                   |
| 40 | Buoni propositi per il nuovo anno. Signorsì! 「モア ていうか謹賀新年? であります」 - Moa teiu ka? de arimasuAiuto, ho dimenticato di fare i compiti. Signorsì! 「ケロロ おせちもいいけど宿題もね であります」 - Keroro osechi moii kedo kingashinnen mo ne de arimasu | 8 gennaio 2005    | 6 novembre 2006   |
| 40 | Il primo giorno dell'anno, tutti annunciano i loro buoni propositi per l'anno nuovo.Il Comando Supremo invia al plotone di Keroro, un pacco che contiene le cartoline dei bambini di Keron entusiasti del loro lavoro sulla Terra. Una delle cartoline, però, ricorda a Keroro il suo incubo peggiore: deve finire i compiti e non ha molto tempo prima della terribile punizione... |                   |                   |
| 41 | Un gioco molto realistico. Signorsì! 「ケロロ すごろく攻略戦 であります」 - Keroro sugoroku kōryaku sen dearimasuVoglia di cambiare. Signorsì! 「ドロロ もーれつに熱血せよ であります」 - dororo mo retsuni nekketsu seyo dearimasu | 15 gennaio 2005   | 7 novembre 2006   |
| 41 | Kururu inventa un gioco da tavolo particolare: tutti i partecipanti vengono rimpiccioliti e partecipano attivamente al gioco. Inoltre se finiscono su alcune caselle, posso realizzare i propri desideri. Il primo premio consiste in una scodella di pasta, nel caso a vincere sia un terrestre, e la conquista della Terra, se a vincere sia un alieno. Keroro è in testa a tutti ma all'improvviso appare il terribile Re del Terrore, padre di Angol-Mois. I due iniziano a distruggere tutto ma Giroro, rimasto fuori dal gioco, dà un forte scossone al tabellone e salva tutti quanti.Gogoro convince Dororo a trasformarsi nel difensore dei deboli, per avere più considerazione degli altri. Dopo un duro addestramento, Dororo dimostra di essere molto in gamba, ma la sua situazione non sembra cambiare. |                   |                   |
| 42 | Keroro, allenatore nel pallone. Signorsì! 「ケロロ 赤き血のケロロ小隊 であります」 - Keroro akaki chi no Keroro shōtai dearimasuIl colpo segreto di Tamama. Signorsì! 「タママ 友情の嫉妬シュート! であります」 - Tamama yūjō no shitto shuto! dearimasu | 22 gennaio 2005   | 8 novembre 2006   |
| 42 | Keroro crede di poter conquistare la Terra attraverso il calcio, e convince il resto del plotone ad allenarsi con lui. Il Sergente organizza una partita e i keroniani tengono testa alla squadra di Paul, la squadra più forte del Giappone. Proprio al 90º minuto, Keroro fa perdere la squadra segnando un autogol!Per aiutare un ragazzino in difficoltà con il calcio, Tamama gli insegna un colpo segreto. Il tiro è però talmente forte che distrugge il pallone. Mortificato, Tamama chiede aiuto a Paul per averne un altro. Trova, poi, il ragazzino che sta giocando con i suoi compagni di scuola, e che riesce a vincere la partita usando il colpo segreto di Tamama. |                   |                   |
| 43 | L'operazione Orco Blu. Signorsì! 「ギロロ 泣けない赤鬼 であります」 - Giroro nake nai akaoni dearimasuLa cacciata dell'orco. Signorsì! 「ギロロ 飛び出せ節分! であります」 - giroro tobidase setsubun! dearimasu | 29 gennaio 2005   | 9 novembre 2006   |
| 43 | Keroro e il suo plotone si appassionano alla favola dell'orco blu, che si finge crudele per far in modo che tutti possano voler bene al suo amico orco rosso. Keroro usa la stessa tattica per avvicinare Giroro a Natsumi e coinvolge il resto del plotone. Ma Natsumi scopre i suoi piani e tutto va a monte.In Giappone si svolge una festa nella quale una persona della famiglia si traveste da orco e gli altri lo colpiscono con chicchi di soia per "scacciarlo". Keroro, ancora nei panni dell'orco blu e non conoscendo la tradizione Giapponese, viene colpito più volte da Natsumi. Per vendicarsi, grazie alla complicità di Tamama e Kururu, la trasforma nell'orco di casa Hinata. Natsumi viene colpita da tutto il cibo di casa che contiene soia e Keroro ha intenzione di smettere solo sotto alcune condizioni. Giroro, che era stato chiuso in laboratorio per non rovinare lo scherzo, cerca di salvare la sua amata Natsumi, nonostante alla fine sia lei a salvarsi da sola dai guai. |                   |                   |
| 44 | Competizione sportiva. Signorsì! 「ケロロvs冬樹 スポーツで激闘 であります」 - Keroro vs Fuyuki supotsu de gekitō dearimasuUn robot esplosivo. Signorsì! 「クルルvs秋 侵略ロボで爆闘 であります」 - Kururu vs aki shinryaku robo de baku tō dearimasu | 5 febbraio 2005   | 10 novembre 2006  |
| 44 | Kururu propone a Keroro e Fuyuki una gara sulla neve. I due accettano e iniziano a sfidarsi in diverse discipline olimpiche invernali, nelle quali però avvengono misteriosi incidenti che favoriscono a turno uno dei due sfidanti: folate di vento improvvise, strani oggetti volanti che cadono dal cielo, apparecchi che non funzionano. Keroro e Fuyuki si accusano a vicenda di essere il responsabile di questi strani incidenti e quindi di barare. Ma, quando il Sergente finisce nelle acque di un lago ghiacciato, Fuyuki rinuncia alla gara per salvarlo: nella competizione tra keroniani e terrestri vince l'amicizia! Quando tutti tornano a casa trovano Aki e Kururu stremati a terra.In un flashback si scopre che Kururu ha usato la gara come pretesto per togliersi dai piedi Keroro e gli altri. Il suo vero obiettivo è che Aki collaudi un robot di sua invenzione. Durante il test, Aki usa delle armi che disturbano la gara. Dopo numerosi guai, Kururu riesce a disattivare il robot e tutto si risolve per il meglio. |                   |                   |
| 45 | Festa di San Valentino. Signorsì! 「ケロロ 愛のいきなりだんご であります」 - Keroro ai noikinaridango dearimasu 「夏美&桃華 V(バレンタイン)作戦発動! であります」 - Natsumi & momo hana v(barentain) sakusen hatsudō! dearimasu | 12 febbraio 2005  | 13 novembre 2006  |
| 45 | In occasione di San Valentino, Keroro prepara i fagottini Ikinari da vendere al posto dei soliti cioccolatini. Per farsi pubblicità, adotta televendite, annunci radio e vendite on-line. Poiché nessuno vuole rinunciare ai tradizionali cioccolatini, Keroro finisce per vendere i fagottini per strada. Ma i problemi non sono finiti: la produzione dei fagottini è ancora in corso!A scuola, Fuyuki riceve molti regali di San Valentino, ma scopre che sono tutti per Natsumi. Intanto, la ragazza scambia la sua scatola di cioccolatini con i fagottini che le ha regalato Koyuki, e finisce per darli a Saburo. Momoka e Tamama si recano a casa Hinata: Tamama ha preparato una statua di cioccolato per Keroro e Momoka riesce a consegnare i cioccolatini che ha preparato a Fuyuki. |                   |                   |
| 46 | Essere dimenticati è terribile. Signorsì! 「ケロロ あなた忘れられていませんか? であります」 - Keroro anata wasurarete arimansenka? de arimasu | 19 febbraio 2005  | 14 novembre 2006  |
| 46 | Sentendosi sola e dimenticata da tutti, la ragazza fantasma che abita dagli Hinata, vuole vendicarsi dei suoi abitanti. Il fantasma conduce Keroro e Natsumi nel suo passato: nell'epoca medioevale, una bambina salva un folletto da alcuni contadini del villaggio e gli prende il cappello. Per averlo salvato, viene però rinchiusa in una cella sperando di rincontrarlo. Nel presente, Keroro indossa il cappello del folletto e il fantasma, ricordandosi del suo amico, crede di aver trovato per sempre la pace, ma l'arrivo di Koyuki e degli altri le impedisce di andare oltre. |                   |                   |
| 47 | Una festa megagalattica. Signorsì! 「夏美 ひなまつりを守れ であります」 - Natsumi hinamatsuriwo mamore dearimasuDance Man, l'idolo della musica. Signorsì! 「ケロロ アフロでみゃおん であります」 - Keroro afuro demyaon dearimasu | 26 febbraio 2005  | 15 novembre 2006  |
| 47 | Il 3 marzo è la festa delle bambole Hina. Il plotone di Keroro vuole vivacizzare l'evento e decide di portare tutti in una dimensione che ricorda lo spazio. Ma la goffaggine del plotone fa arrabbiare Natsumi, che crede che stiano rovinando e ridicolizzare la sua festa preferita.Natsumi acquista da Keroro, un biglietto per un concerto di Tonto Man, scambiandolo per il suo idolo Dance Man. Il cantante alieno precipita su casa Hinata e inizia a raccontare battute sarcastiche che fanno ridere solo Keroro e Kururu. Tonto Man ha intenzione di arruffare e stravolgere le capigliature di tutti ma, per fortuna, Dororo lo blocca in tempo. |                   |                   |
| 48 | Pigrizia di primavera. Signorsì! 「ケロロ小隊 春のうららの大作戦 であります」 - Keroro shōtai haru nōrarano daisakusen dearimasu 「冬樹 ダメダメハザード救出作戦 であります」 - Fuyuki damedamehazaado kyūshutsusakusen dearimasu | 5 marzo 2005      | 16 novembre 2006  |
| 48 | Keroro sperimenta una macchina che immagazzina la pigrizia. Sfortunatamente, la pigrizia si sparge per tutta la città di Tokyo sotto forma di nebbia rosa e addormenta tutti, esclusi Dororo e Fuyuki: Dororo resiste grazie alle tecniche ninja e Fuyuki resiste perché ha dormito molto.I due si inoltrano nel Quartier Generale, fonte di tutta la pigrizia, e si ritrovano di fronte la pigrizia personificata da un grande Angelo Rosa, che ha il compito di addormentare per sempre tutti gli abitanti della Terra. Grazie a Fuyuki, il mondo è salvo. |                   |                   |
| 49 | Il segreto del successo. Signorsì! 「クルル 宇宙でうまくやる方法 であります」 - Kururu uchū deumakuyaru hōhō dearimasuMomoka e la realtà virtuale. Signorsì! 「桃華 W-(ホワイト)デイ頂上作戦 であります」 - momo hana W- (howaito) dei chōjō sakusen dearimasu | 12 marzo 2005     | 17 novembre 2006  |
| 49 | Kururu si dimostra stranamente gentile sia con Fuyuki che con Natsumi. I due lo ricompensano e Keroro, Tamama e Giroro restano allibiti, chiedendosi come abbia fatto a ricevere tanto successo. Kururu dice loro che si può avere successo compiendo delle azioni che normalmente non si farebbero. Keroro e Tamama cercano di emularlo e il soldato semplice ci riesce. Al contrario, Keroro ha frainteso il senso di compiere azioni che non si farebbero e non riesce nell'intento. Alla fine si scopre che Kururu non voleva compiere buone azioni, ma giocare con i suoi soliti scherzi.Paul mette a punto un simulatore di realtà per far vivere in anticipo a Momoka, una situazione in cui Fuyuki viene portato a dichiarare il suo amore per lei. Prima di arrivare alla simulazione adatta, però, molti si intromettono nel loro piano e Paul è costretto a spendere soldi pur di levarli dai piedi. Risolti i problemi, Momoka cerca di ricreare la situazione e le condizioni per il suo sogno si realizzi e Fuyuki si dichiara e, quando sta per succedere, Gororo rovina tutto. |                   |                   |
| 50 | Una strana febbre. Signorsì! 「夏美 高熱の地球戦士 であります」 - Natsumi kōnetsu no chikyū senshi dearimasu 「ギロロ 俺がやらねば誰がやる であります」 - Giroro ore gayaraneba darega yaru dearimasu | 19 marzo 2005     | 20 novembre 2006  |
| 50 | È passato un anno da quando i keroniani sotto atterrati sulla Terra e il caporale Giroro decide che è arrivato il momento di agire. Le rane attaccano Natsumi, che all'inizio sembra difendersi bene. Improvvisamente, la ragazza cade sul pavimento in preda ad una febbre altissima. Giroro corre a cercare il fegato di un mostro alieno per curarla.Il caporale torna a casa vittorioso ma Keroro, distratto, mangia il fegato alieno. Alla fine, Kururu riesce a salvare Natsumi con un vaccino: a colpirla è stato un virus che proprio Keroro gli aveva chiesto di creare! |                   |                   |
| 51 | Addio alla Terra. Signorsì! 「ケロロ小隊 撤退!さらばペコポンよ であります」 - Keroro shōtai tettai! Saraba Pekopon yo dearimasu | 26 marzo 2005     | 21 novembre 2006  |
| 51 | Il Comandante Supremo avvisa Keroro che un'astronave riporterà lui e il suo plotone su Keron. Il Sergente ha solo un giorno per conquistare la Terra e cerca di leggere, per la prima volta, il manuale d'invasione, ma le faccende di casa gli impediscono di studiare. Prima di partire, il plotone cancella, dalla memoria dei terrestri, tutti i dati che li riguardano. In seguito si scopre che l'ordine è stato interpretato in modo sbagliato e grazie al back-up di Kururu tutto torna alla normalità. |                   |                   |

## Pubblicazione
La stagione è stata pubblicata per il mercato home video giapponese in tredici volumi DVD dal 27 agosto 2004 al 26 agosto 2005.
| Volume | Episodi | Data di pubblicazione |
| ------ | ------- | --------------------- |
| 1      | 1–4     | 27 agosto 2004        |
| 2      | 5–8     | 24 settembre 2004     |
| 3      | 9–12    | 22 ottobre 2004       |
| 4      | 13–16   | 26 novembre 2004      |
| 5      | 17–20   | 23 dicembre 2004      |
| 6      | 21–24   | 28 gennaio 2005       |
| 7      | 25–28   | 24 febbraio 2005      |
| 8      | 29–32   | 25 marzo 2005         |
| 9      | 33–36   | 22 aprile 2005        |
| 10     | 37–40   | 27 maggio 2005        |
| 11     | 41–44   | 24 giugno 2005        |
| 12     | 45–48   | 22 luglio 2005        |
| 13     | 49–51   | 26 agosto 2005        |

### Annotazioni al testo
1. 1 2 3 4 5 6  Il titolo italiano di questo episodio non compare

### Fonti
1. 1 2 3 4 5  (JA) ケロロ軍曹であります。- 2004年 4月の予定, su bn-pictures.co.jp, Sunrise. URL consultato il 5 aprile 2019.
2. 1 2 3 4 5  (JA) ケロロ軍曹であります。- 2005年 3月の予定, su bn-pictures.co.jp, Sunrise. URL consultato il 7 aprile 2019.
3. 1 2 3 4 5  (JA) ケロロ軍曹であります。- 2004年 5月の予定, su bn-pictures.co.jp, Sunrise. URL consultato il 7 aprile 2019.
4. 1 2 3 4  (JA) ケロロ軍曹であります。- 2004年 6月の予定, su bn-pictures.co.jp, Sunrise. URL consultato il 7 aprile 2019.
5. 1 2 3 4 5  (JA) ケロロ軍曹であります。- 2004年 7月の予定, su bn-pictures.co.jp, Sunrise. URL consultato il 7 aprile 2019.
6. ↑  Prima puntata in cui appare Future Natsumi, personalità di Natsumi più adulta e più formosa.
7. 1 2 3 4  (JA) ケロロ軍曹であります。- 2004年 8月の予定, su bn-pictures.co.jp, Sunrise. URL consultato il 7 aprile 2019.
8. 1 2 3 4  (JA) ケロロ軍曹であります。- 2004年 9月の予定, su bn-pictures.co.jp, Sunrise. URL consultato il 7 aprile 2019.
9. 1 2 3 4 5  (JA) ケロロ軍曹であります。- 2004年 10月の予定, su bn-pictures.co.jp, Sunrise. URL consultato il 7 aprile 2019.
10. ↑  Questa scena nella versione italiana è stata tagliata a causa della formosità di Paul, perché nell'orario in cui veniva trasmesso su Italia 1 era un po' scandalosa l'immagine di un uomo con il seno
11. 1 2 3 4  (JA) ケロロ軍曹であります。- 2004年 11月の予定, su bn-pictures.co.jp, Sunrise. URL consultato il 7 aprile 2019.
12. 1 2 3 4  (JA) ケロロ軍曹であります。- 2004年 12月の予定, su bn-pictures.co.jp, Sunrise. URL consultato il 7 aprile 2019.
13. 1 2 3 4  (JA) ケロロ軍曹であります。- 2005年 1月の予定, su bn-pictures.co.jp, Sunrise. URL consultato il 7 aprile 2019.
14. 1 2 3 4  (JA) ケロロ軍曹であります。- 2005年 2月の予定, su bn-pictures.co.jp, Sunrise. URL consultato il 7 aprile 2019.
15. ↑  (JA) ケロロ軍曹であります。- DVD ケロロ軍曹, su sunrise-inc.co.jp, Sunrise. URL consultato il 7 aprile 2019.
16. ↑  (JA, EN) Sgt. Frog (Keroro Gunso) Vol.1, su CDJapan.co.jp. URL consultato il 7 aprile 2019.
17. ↑  (JA, EN) Sgt. Frog (Keroro Gunso) Vol.2, su CDJapan.co.jp. URL consultato il 7 aprile 2019.
18. ↑  (JA, EN) Sgt. Frog (Keroro Gunso) Vol.3, su CDJapan.co.jp. URL consultato il 7 aprile 2019.
19. ↑  (JA, EN) Sgt. Frog (Keroro Gunso) Vol.4, su CDJapan.co.jp. URL consultato il 7 aprile 2019.
20. ↑  (JA, EN) Sgt. Frog (Keroro Gunso) Vol.5, su CDJapan.co.jp. URL consultato il 7 aprile 2019.
21. ↑  (JA, EN) Sgt. Frog (Keroro Gunso) Vol.6, su CDJapan.co.jp. URL consultato il 7 aprile 2019.
22. ↑  (JA, EN) Sgt. Frog (Keroro Gunso) Vol.7, su CDJapan.co.jp. URL consultato il 7 aprile 2019.
23. ↑  (JA, EN) Sgt. Frog (Keroro Gunso) Vol.8, su CDJapan.co.jp. URL consultato il 7 aprile 2019.
24. ↑  (JA, EN) Sgt. Frog (Keroro Gunso) Vol.9, su CDJapan.co.jp. URL consultato il 7 aprile 2019.
25. ↑  (JA, EN) Sgt. Frog (Keroro Gunso) Vol.10, su CDJapan.co.jp. URL consultato il 7 aprile 2019.
26. ↑  (JA, EN) Sgt. Frog (Keroro Gunso) Vol.11, su CDJapan.co.jp. URL consultato il 7 aprile 2019.
27. ↑  (JA, EN) Sgt. Frog (Keroro Gunso) Vol.12, su CDJapan.co.jp. URL consultato il 7 aprile 2019.
28. ↑  (JA, EN) Sgt. Frog (Keroro Gunso) Vol.13, su CDJapan.co.jp. URL consultato il 7 aprile 2019.